# Канда, Матиас
Матиас Канда (англ. Mirimi Mathias Kanda; 2 июня 1942, Чиву, Восточный Машоналенд — 30 октября 2009, Булавайо) — африканский спортсмен, специализировался в марафоне.

## Биография
Участник Олимпиады 1964 года (Токио), занял 51-е место.

Тренируясь, Канда «спарринг-партнёром» выбрал пассажирский поезд, курсировавший между Гверу и Селукве, и ни разу не проиграл ему.
Фотография бегущего рядом с паровозом Канды, сделанная Дэвидом Пайнтером в 1968 году, стала «фототографией месяца» Ассошиэйтед Пресс в июне 1968 года.
Перед Олимпиадой 1968 года в Мехико Матиас Канда считался одним из главных соперников Абебе Бикилы, однако в соревнованиях не участвовал — вся сборная Родезии была дисквалифицирована из-за политики расовой дискриминации, проводимой в то время режимом этой страны.
Умер 30 октября 2009 года после продолжительной болезни.